# Bistum Maasin
Das Bistum Maasin (lat.: Dioecesis Maasinensis) ist eine auf den Philippinen gelegene römisch-katholische Diözese mit Sitz in Maasin City. Es umfasst die Provinz Southern Leyte und die Gemeinden Matalom, Bato, Hilongos, Hindang, Inopacan und Baybay in der Provinz Leyte.

## Geschichte

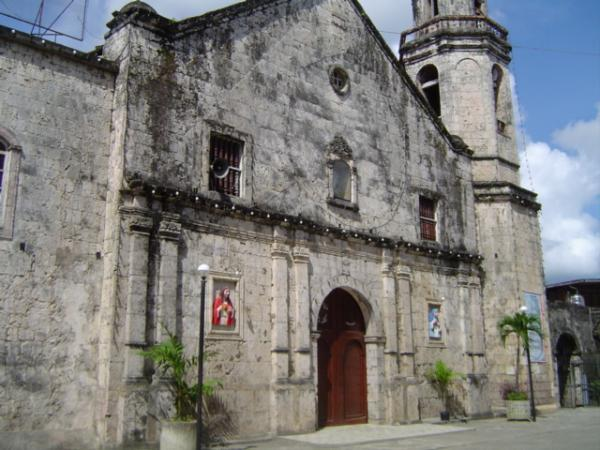
Kathedrale Our Lady of the Assumption in Maasin

Das Bistum Maasin wurde am 23. März 1968 durch Papst Paul VI. mit der Apostolischen Konstitution Dei Filium aus Gebietsabtretungen des Bistums Palo errichtet und dem Erzbistum Cebu als Suffraganbistum unterstellt.

## Bischöfe von Maasin
- Vicente Ataviado y Tumalad, 1968–1997
- Precioso Cantillas SDB, seit 1998

## Statistik
| Jahr | Bevölkerung | Bevölkerung | Bevölkerung | Priester   | Priester           | Priester         | Priester               | Ständige Diakone | Ordensleute | Ordensleute | Pfarreien |
| Jahr | Katholiken  | Einwohner   | %           | Gesamtzahl | Diözesan- priester | Ordens- priester | Katholiken je Priester | Ständige Diakone | männlich    | weiblich    | Pfarreien |
| ---- | ----------- | ----------- | ----------- | ---------- | ------------------ | ---------------- | ---------------------- | ---------------- | ----------- | ----------- | --------- |
| 1969 | 347.000     | 375.000     | 92,5        | 38         | 28                 | 10               | 9.131                  |                  | 11          | 20          | 25        |
| 1980 | 444.519     | 479.255     | 92,8        | 41         | 36                 | 5                | 10.841                 |                  | 5           | 28          | 27        |
| 1990 | 504.652     | 557.537     | 90,5        | 36         | 36                 |                  | 14.018                 |                  |             | 91          | 30        |
| 1999 | 565.438     | 633.026     | 89,3        | 58         | 56                 | 2                | 9.748                  |                  | 2           | 88          | 41        |
| 2000 | 621.391     | 691.887     | 89,8        | 57         | 55                 | 2                | 10.901                 |                  | 2           | 135         | 41        |
| 2001 | 551.732     | 605.901     | 91,1        | 57         | 57                 |                  | 9.679                  |                  |             | 118         | 41        |
| 2002 | 559.828     | 614.534     | 91,1        | 59         | 59                 |                  | 9.488                  |                  |             | 123         | 41        |
| 2003 | 567.233     | 624.720     | 90,8        | 62         | 62                 |                  | 9.148                  |                  |             | 131         | 41        |
| 2004 | 572.905     | 630.966     | 90,8        | 66         | 66                 |                  | 8.680                  |                  |             | 110         | 41        |